# Ключёвка (Беляевский район)
Ключёвка — село в Беляевском районе Оренбургской области России.

## География
Расстояние от районного центра — 59 км.

## История
В 1907 году началась Столыпинская аграрная реформа. В ходе её огромная масса крестьян с Украины и центрально-чернозёмных губерний России были переселены в районы Урала, Сибири, Средней Азии и Казахстана. В 1910—1912 годы первые переселенцы появились в Оренбуржье.
В 1912 году из Оренбурга одна из партий украинских переселенцев отправилась искать место для постоянного жительства. В число ходоков из прибывших переселенцев вошли: Елисей Леонтьевич Бородай, Федор Иосифович Суптеля, Николай Кузьмич Дейнега, Иван Андреевич Бондаренко, Семён Иванович Омельченко, Роман Степанович Шейко, Андрей Маркович Дейнега и Никифор Спиридонович Проценко. 
Основали село в местности, где была вода, привольные пастбища, хорошие земли. Поскольку территория изобиловала чистыми, прозрачной воды родниками, назвали его Ключёвкой. 

## Население
| 2010 |
| ---- |
| 820  |